# Dhünnaue
Die Dhünnaue ist eine ehemalige Auenlandschaft der Dhünn, einem Nebenfluss der Wupper, Leverkusen.  
Die zunächst landwirtschaftlich genutzte Auenlandschaft wurde ab 1923 von Bayer als Werksdeponie für chemische Abfälle genutzt. Zu den weiteren eingebrachten Material zählten Bauschutt und Hausmüll. Die Aufschüttung galt als Hochwasserschutz. Das Material wurde mit einem Kipp-Bähnchen angefahren. 1955 rollten werktäglich bis zu 600 Lastkraftwagen zur Deponie.
In den 1950er Jahren wurde auf der Deponie eine Siedlung errichtet. Zu ihr zählten 300 Wohneinheiten. 1987 wurde die Gefahr erkannt, dass die Siedlung auf einer ehemaligen Sondermülldeponie gebaut wurde. So musste das gesamte Siedlungsgebiet abgetragen und die Deponie versiegelt werden. 
Ab 2004 wurde das Areal im Auftrag der Stadt Leverkusen zum Neuland-Park umgestaltet, wo vom 16. April bis zum 9. Oktober 2005 die nordrhein-westfälische Landesgartenschau stattfand.